# Rafaël Carballo

a Compétitions nationales et continentales officielles uniquement.

b Matchs officiels uniquement.
Dernière mise à jour le 12 juin 2016.
Rafaël Carballo, né le 16 octobre 1981 à Buenos Aires (Argentine), est un joueur de rugby à XV et à sept argentin. Il joue en équipe d'Argentine et évolue au poste de centre au sein de l'effectif de l'Union Bordeaux Bègles (1,79 m pour 88 kg). Il arrive au club en 01/2010 en tant que joker médical.

## Carrière

### En club
- San Carlos  Argentine
- Alumni Athletic Club  Argentine
- 2004-2006 : RC Toulon  France
- 2006-2009 : Castres olympique  France
- 2009-01/2010 : Blessure au dos
- 2010-2014 : Union Bordeaux Bègles
- 2014 :  Alumni Athletic Club  Argentine

## Palmarès

### En club
- Champion de France de Pro D2 : 2005
- Champion d'Argentine : 1999 (vainqueur Cordoba : ??), 2000 (championnat non disputé : ??), 2001 (vainqueur Hindù Club : ??), 2003 (vainqueur Hindù Club : ??)
- Vainqueur du Tournoi Sud Américain : 2000, 2001, 2002

### En équipe nationale
Rafaël Carballo dispute huit rencontres avec l'équipe d'Argentine, dont six en tant que titulaire, inscrivant trois essais. Il a honoré sa première sélection internationale en équipe d'Argentine le 2 juillet 2005 contre l'équipe du Canada et joue son dernier match le 26 juin 2010 contre la France.
Auparavant, il obtient deux sélections en 2005 avec l'Argentine A et est également international avec l'équipe des moins de 21 ans.
Il joue également avec l'Équipe d'Argentine de rugby à sept.